# Pentasolfuro di titanocene
Il pentasolfuro di titanocene è un composto metallorganico con formula (C5H5)2TiS5, comunemente abbreviato in Cp2TiS5. Questo metallocene ha l'aspetto di un solido rosso brillante solubile in solventi organici. È di interesse accademico come precursore di allotropi insoliti dello zolfo elementare e di alcuni anelli inorganici correlati.

## Preparazione e struttura
Il pentasolfuro di titanocene viene preparato trattando dicloruro di titanocene Cp2TiCl2 con sali di polisolfuro: è stato prodotto per la prima volta mediante l'aggiunta di zolfo elementare al dicarbonile di titanocene (Cp2Ti(CO)2):
{\displaystyle {\ce {(C5H5)2Ti(CO)2 \ + \ {\frac {5}{8}}S8 -> (C5H5)2TiS5 \ + \ 2 CO}}}
Il complesso è visto come un complesso pseudotetraedrico di titanio-(IV). Le distanze Ti–S sono 2,420 e 2,446 Å e le distanze del legame S–S sono in un range, 2,051–2,059 Å. La molecola mostra uno spettro NMR dinamico a causa dell'equilibrio dell'anello TiS5 che equivale ai segnali Cp alle alte temperature.

## Reazioni
Il pentasolfuro di titanocene reagisce con zolfo e cloruri di selenio, ExCl2, per fornire dicloruro di titanocene e vari anelli S5+x e S5Sex. Illustrativa è la sintesi di S7 dal dicloruro di disolfuro:
{\displaystyle {\ce {(C5H5)2TiS5\ +\ S2Cl2->(C5H5)2TiCl2\ +\ S7}}}
Reagisce anche con alcheni e cheteni per dare eterocicli composti da titanio, carbonio e zolfo. Con le trialchilfosfine, il ciclo si dimerizza in anelli di varie dimensioni, a seconda della trialchilfosfina utilizzata.

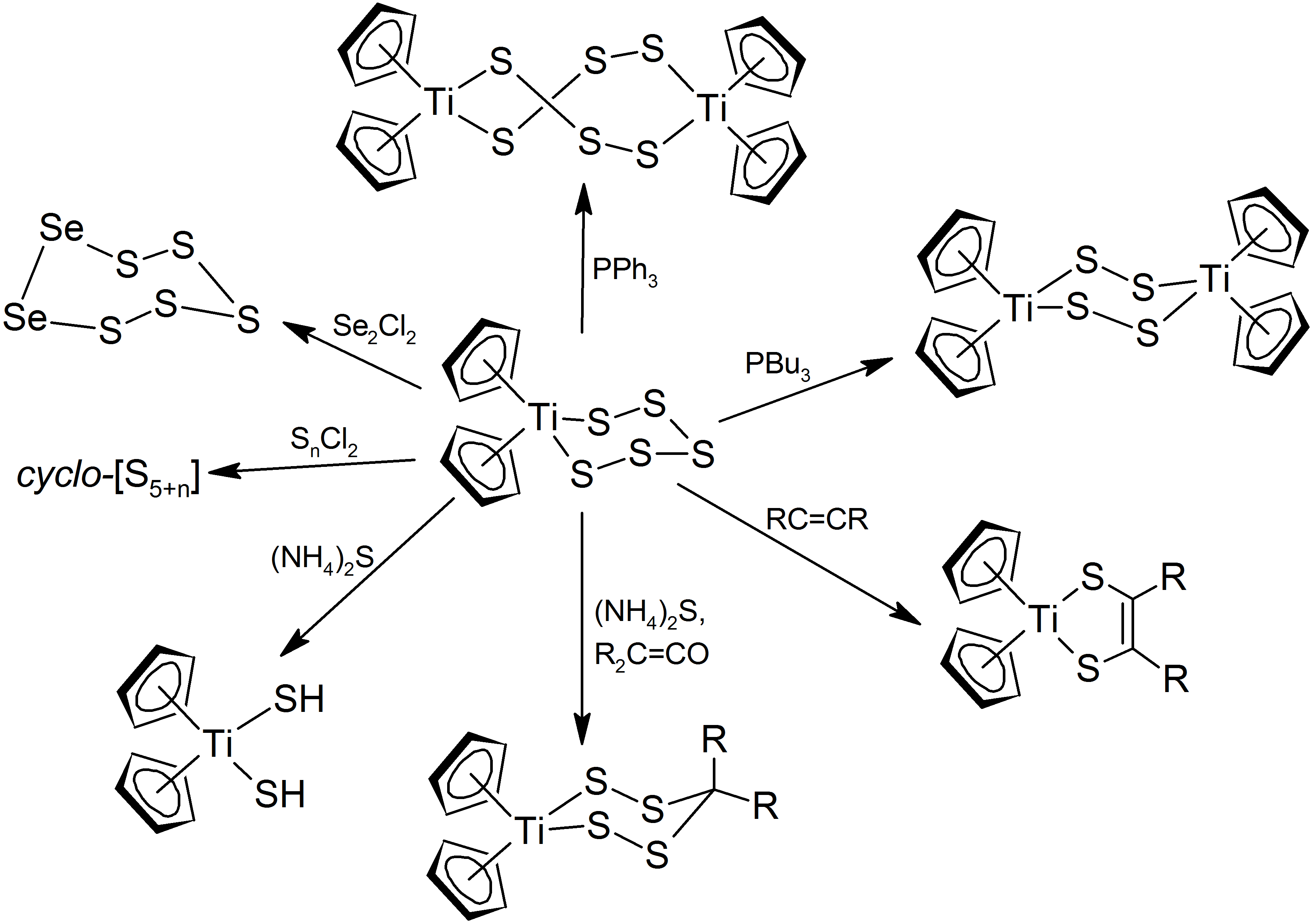
Reazioni selezionate del pentasolfuro di titanocene.